# Beigua - Monte Dente - Gargassa - Pavaglione
Beigua - Monte Dente - Gargassa - Pavaglione  è un sito di interesse comunitario della Regione Liguria, designato come Zona Speciale di Conservazione con Decreto Ministeriale 7 aprile 2017 nell'ambito della Direttiva 92/43/CEE (Direttiva Habitat). Comprende un'area di 16922 ha;  prende il nome da tre montagne, Beigua, Dente e Pavaglione, e dalla valle del Rio Gargassa, un affluente della Stura di Ovada.

## Territorio

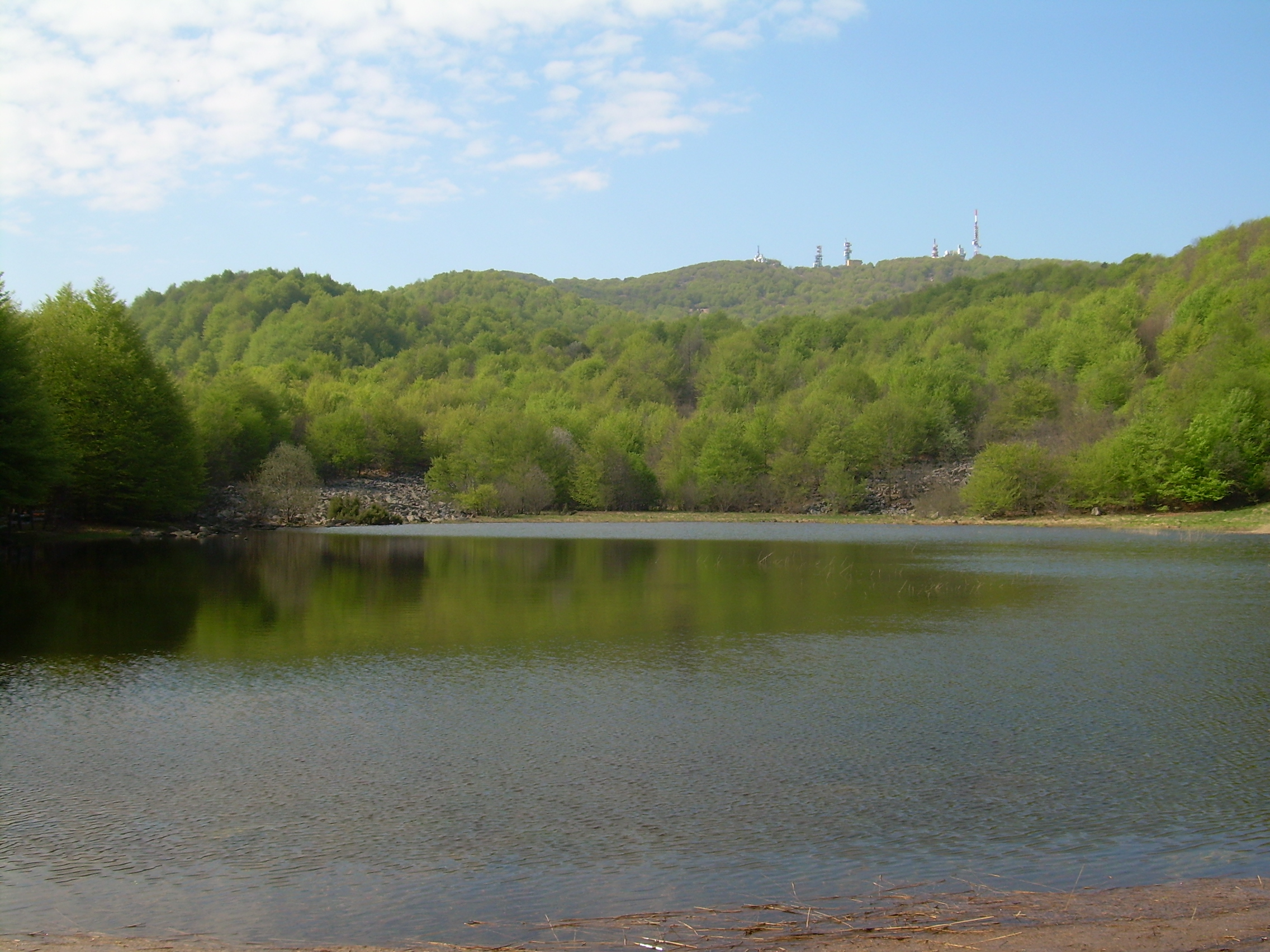
La torbiera del Laione, nella parte centrale dell'aera protetta, dopo forti piogge

Il sito comprende un'area montuosa ampia e articolata posta a ridosso del mar Ligure e che comprende, oltre alle zone di crinale, anche alcune arre di fondovalle. Geologicamente le rocce presenti sono ascrivibili al Gruppo di Voltri e sono in gran parte di natura ofiolitica. A livello climatico la zona si presenta fortemente differenziata tra le aree esposte verso il mare e quelle collocate più all'interno, dove si possono anche trovare condizioni di microclima freddo. L'area protetta comprende al suo interno buona parte del territorio del Parco naturale regionale del Beigua.

## Flora e vegetazione

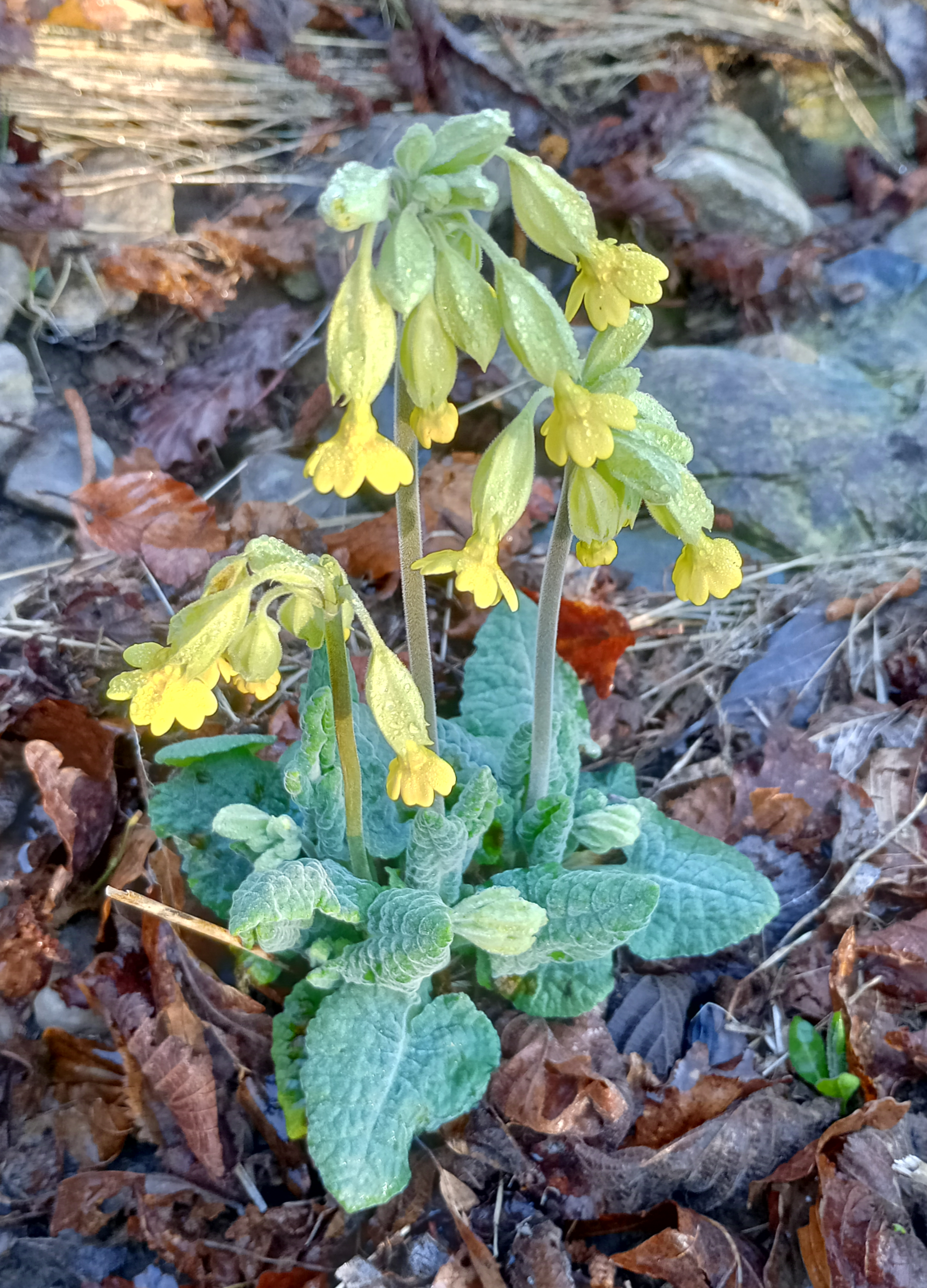
Primula veris nei pressi del Monte Pavaglione

I suoli derivati dai substrati ofiolitici presenti in varie località dell'area protetta supportano inoltre la presenza di specie e formazioni vegetali serpentinofite di notevole interesse botanico. Sono inoltre state censite alcune specie in pericolo di estinzione oppure endemiche e caratterizzate da areali ristretti, tra le quali Viola bertolonii, Cerastium utriense e Anagallis tenella 

## Fauna

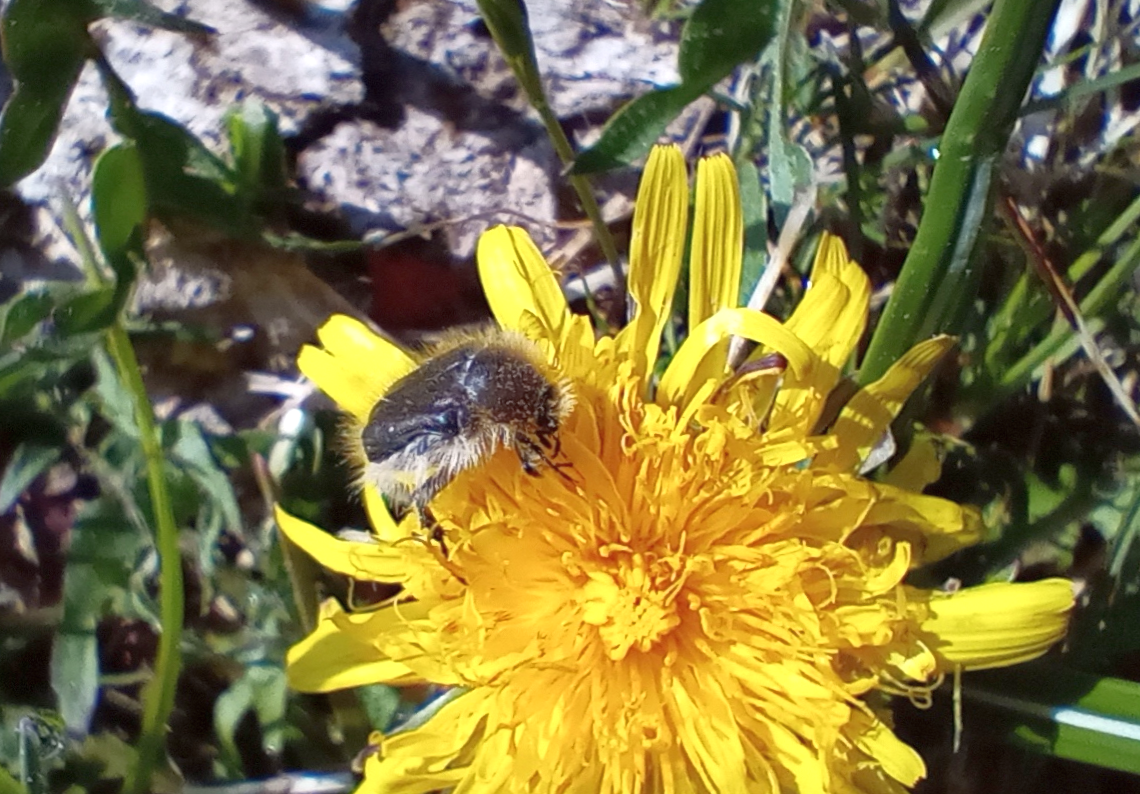
Tropinota hirta sul monte Faiottu

Come nel caso della flora, la diversità di microlicmi e la particolare topografia dell'area sostengono una notevole biodiversità faunistica. Tra gli insetti sono di particolare interesse varie specie di coleotteri tra le quali Carabus vagans, la sottospecie liguranus di Carabus solieri, Haptoderus apenninus e Nebria tibialis. Tra i vertebrati sono interessanti la presenza di  due specie di rettili, Chalcides chalcides (la luscengola ) e Coronella girondica (il colubro di Riccioli). Molte anche le specie di uccelli protette, varie delle quali migratrici. Per Circaetus gallicus (il biancone) il SIC/ZSC rappresenta uno dei principali siti di passo nel continente europeo. Abbastanza inusuale è anche la presenza di Martes martes (la martora).

## Escursionismo
Nell'area protetta sono presenti numerosi sentieri, compreso un tratto dell'Alta Via dei Monti Liguri..